# NGC 7479
NGC 7479（Caldwell 44）は、ペガスス座の方角に約1億500万光年の位置にある棒渦巻銀河である。1784年にウィリアム・ハーシェルが発見した。NGC 7479内で超新星SN 1990UとSN 2009ifが発生している。NGC 7479はセイファート銀河にも分類され、核や外腕の部分ではスターバーストが発生している(Kohno, 2007)。
極性研究により、近年、融合したものであることが示された(Laine, 2005)。

## ギャラリー

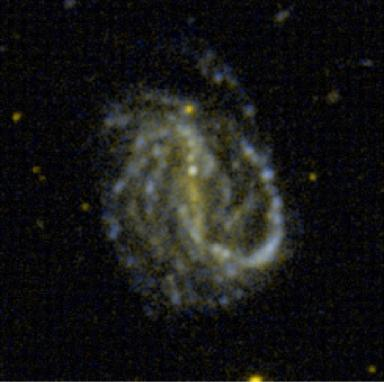
GALEXで撮影したNGCの紫外線画像 Credit: GALEX/NASA.
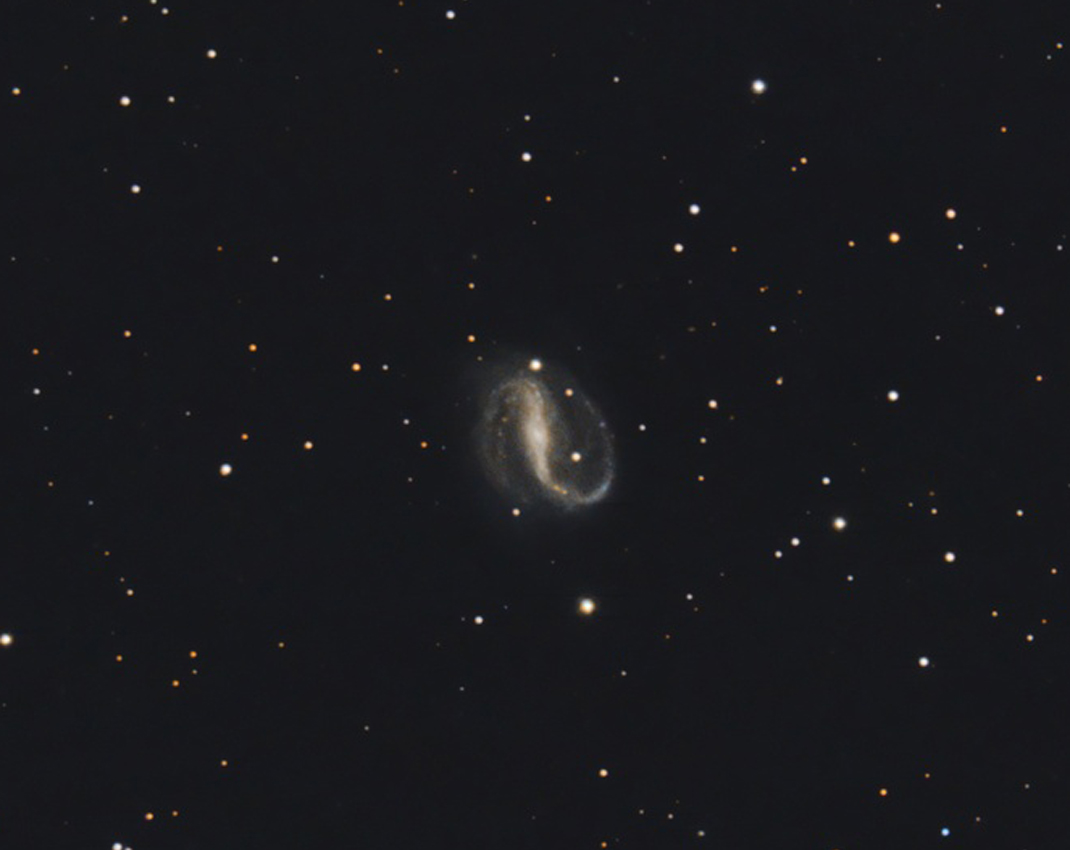
アマチュア望遠鏡で観測したNGC 7479
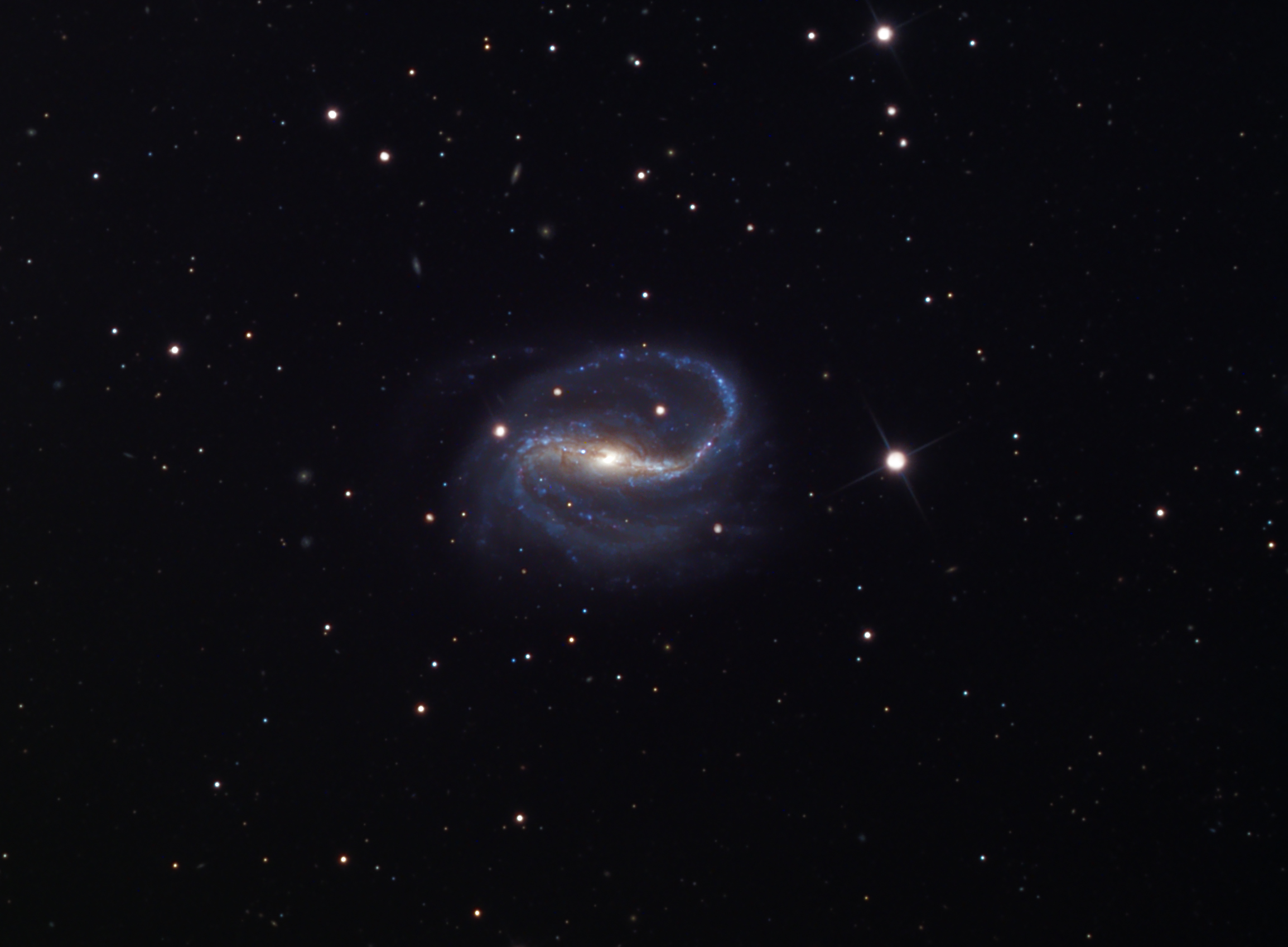
レモン山の24インチSchulman Foundation望遠鏡で観測したNGC 7479